# Майоров, Виктор Владимирович
Виктор Владимирович Майоров — сотрудник Министерства внутренних дел Российской Федерации, старшина милиции, погиб при исполнении служебных обязанностей во время Второй чеченской войны, кавалер ордена Мужества (посмертно).

## Биография
Родился 5 сентября 1976 года в селе Еленинка Карталинского района Челябинской области.
В 1993 году окончил Еленинскую среднюю общеобразовательную школу. Ещё учась в школе, освоил автодело, что позволило ему устроиться автослесарем в гараж местного совхоза. В 1994—1996 годах проходил срочную службу в Вооружённых Силах Российской Федерации. Служил водителем десантного бронетранспортёра в воздушно-десантных частях. Был демобилизован в звании старшего сержанта и продолжил трудиться в совхозе.
В мае 1998 года Майоров поступил на службу в Отряд милиции особого назначения при Управлении внутренних дел города Магнитогорска. Был зачислен на должность милиционера-бойца, позднее, с учётом его специальности, назначен милиционером-водителем. Вскоре после начала Второй чеченской войны, в октябре 1999 года, Майоров был направлен в свою первую командировку на Северный Кавказ, в зону контртеррористической операции. Неоднократно проявлял себя в боевых условиях, выполняя ответственные задачи зачастую с риском для собственной жизни.
В апреле 2000 года старшина милиции Виктор Владимирович Майоров с группой бойцов магнитогорского ОМОНа был направлен в свою вторую командировку. Принимал активное участие в боевых операциях по ликвидации незаконных вооружённых формирований. Магнитогорский ОМОН дислоцировался в районном центре Чеченской Республики — городе Аргуне. 2 июля 2000 года на территорию временного Аргунского городского отдела милиции, где находились милиционеры из Челябинской области, в том числе и магнитогорцы, прорвался террорист-смертник на начинённом взрывчаткой грузовике. В результате мощнейшего взрыва погибли, по разным данным, от 19 до 45 человек, в том числе и старшина милиции Майоров.
Похоронен на кладбище села Еленинка Карталинского района Челябинской области.
Указом Президента Российской Федерации старшина милиции Виктор Владимирович Майоров посмертно был удостоен ордена Мужества.

## Память
- В честь Майорова названа улица в его родном селе Еленинка[1].
- На здании школы, где учился Майоров, установлена мемориальная доска, ему посвящён стенд в школьном музее[4].
- Имя Майорова увековечено на мемориале землякам, погибшим в Чеченской Республике, в городе Карталы Челябинской области[5].